# António Francisco da Silva Porto
António Francisco Ferreira da Silva Porto (Oporto, 24 de agosto de 1817 — Kuito, 2 de abril de 1890) fue un comerciante y explorador portugués que destacó por sus viajes al interior de África. Durante décadas, fue el único europeo que conocía las poblaciones de la meseta de Bié, porque mucho antes que los exploradores europeos atravesasen África ya este africanista se había establecido como comerciante en pleno sertón angolano. Fue una figura icónica del colonialismo portugués en Angola, dando nombre a la ciudad de Silva Porto, la actual ciudad de Kuito. 

## Biografía

### Primeros años
António Francisco Ferreira da Silva nació en una familia pobre en Oporto. A los doce años partió con permiso de su padre hacia Río de Janeiro a bordo del bergantín Rio Ave. Después de trabajar durante algún tiempo para un comerciante, indignado con su salario, se dedicó al trabajo itinerante. A los 18 años, en Bahía, hizo hincapié en anunciar su nuevo nombre en el periódico Correio Mercantil, para distinguirse de otro António Ferreira da Silva, añadiendo Porto en homenaje a su ciudad natal. En Bahía continuó trabajando como empleado de un comerciante de café, pero no estaba contento con las condiciones.

### Estancia en África
Desde el puerto de Bahía embarcó rumbo a Luanda, sin embargo, después de un corto período, regresó. Durante la revuelta autonomista ocurrida entre 1837 y 1838, Silva Porto decidió regresar a Angola, donde encontró trabajo en una taberna.
Progresivamente fascinado por el interior del continente, dejó su trabajo para comenzar su carrera como comerciante en el interior. Silva Porto hizo muchas amistades con tribus del interior, se adaptó rápidamente a las condiciones de África,  y se casó con una mujer prominente del pueblo ovimbundu de Bié, con quien tuvo varios hijos mestizos: Salustiano, Amélia Amalia, António y Amélia.
En 1845 descendió a Benguela, estableciendo una ruta para su negocio a lo largo de la carretera a Lui, vía Lutembo y el Alto Zambeze. Acabaría instalándose en Belmonte (actual Kuito), iniciando la exploración de la región de Barotselândia. Su tienda fue el centro de una intensa actividad, vendiendo textiles, vajillas y explosivos, y comerciando con marfil, miel y caucho del interior. Registró todo meticulosamente en diarios, que contenían variadas descripciones de la geografía , etnografía y antropología de la región.
En 1847 Silva Porto fue nombrado capitán interino de Bié e intentó establecer relaciones pacíficas entre los locales y los europeos. Desde Kuito, límite oriental de Portugal, Silva Porto exploró el interior, viajando hasta Lui y Benguela, donde permaneció hasta 1879, cuando regresó a Kuito. Además de comerciante y explorador, se convirtió en diplomático entre los colonos portugueses y las tribus ovimbundu. Viajó frecuentemente por el interior en caravanas vendiendo mercancías y participando en proyectos para documentar la etnografía y la geografía. Durante muchos años, Silva Porto fue el único hombre blanco que vieron los lugareños y estableció un negocio local en Bié para servir a los residentes, colonos y apoyar a las fuerzas portuguesas. 
Su experiencia fue muy valiosa para los comerciantes y aventureros que después recorrieron el interior de Angola. Colaboró en las expediciones de David Livingstone, Henry Morton Stanley, Hermenegildo Capelo, Roberto Ivens y Alexandre de Serpa Pinto, aportando su conocimiento de las costumbres y poblaciones locales, con quienes había establecido una buena relación.
En marzo de 1889 fue sustituido por Justino Teixeira da Silva como capitán-donante de Bié. Después de una visita a otro pueblo, Silva Porto regresó a Kuito donde encontró su casa quemada. El ultimátum británico de 1890 y la pérdida de confianza del rey bieno Ndunduma I lo llevarían a la desesperación. El 1 de abril de 1890, el viejo explorador se envolvió en una bandera portuguesa y, acostándose sobre unos barriles de pólvora, encendió la mecha. Murió al día siguiente a causa de sus heridas.